# Raz Blanchard
Pour les articles homonymes, voir Blanchard.
Le raz Blanchard (en anglais : Alderney Race) désigne le passage où sévit l'un des courants de marée les plus puissants d'Europe, situé entre le cap de la Hague (à la pointe nord-ouest de la presqu'île du Cotentin) et l'île anglo-normande d'Aurigny, à l'entrée nord du passage de la Déroute (49° 43′ 04″ N, 2° 04′ 06,73″ O). Il marque l'extrémité septentrionale du golfe de Saint-Malo. La vitesse du courant peut avoisiner 12 nœuds (22 km/h) lors des grandes marées d'équinoxe.

## Hydronymie
Un raz en français (cf. raz-de-marée) est un terme issu du normand qui désigne un courant rapide. Il procède de vieux norrois rás qui veut dire « courant d'eau, course ».

## Localisation et description
La limite nord du raz se situe entre 1 et 2 nautiques (environ
2 à 4 km) au-dessus de la ligne joignant le phare de Mannez édifié sur la pointe Quénard à Aurigny et le phare de la Hague sur le rocher du Gros du Raz (mais la zone agitée se prolonge par grand coefficient de marée jusqu'à 5 milles — 9 km — au nord de ce phare), et s'étend vers l'est jusqu'à la bouée Basse Bréfort proche du port d'Omonville-la-Rogue. Au sud, la limite est moins nette, elle atteint une ligne passant par le banc de la Schôle, situé à mi-chemin entre le cap de la Hague et la pointe nord-est de Guernesey, et le cap de Flamanville.
Au milieu du passage, le courant de flot porte au nord-est, et au nord près de la côte française. Son maximum survient aux environs de l'heure de la pleine mer de Cherbourg, tandis que le maximum du jusant, portant au sud-ouest, a lieu vers l'heure de la basse mer de Cherbourg. La renverse se situe vers les heures de mi-marée « Cherbourg » dans les deux sens. Le plus fort du courant est à la bouée La Foraine située environ 1 nautique (2 km) au sud-ouest du phare de la Hague. La vitesse maximum du flot en cet endroit varie de 6 à près de 12 nœuds (soit de 11 à 22 km/h) selon le coefficient de marée, celle du jusant de 4 à 9 nœuds (7 à 17 km/h).
Lorsque le vent (plus exactement, les vagues créées par celui-ci) et le courant sont opposés, la mer devient particulièrement agitée ; les creux peuvent atteindre de 2 mètres à plus de 4 mètres, avec des longueurs entre crêtes inférieures à 50 mètres. Elle déferle violemment, rendant les conditions de navigation difficiles, voire dangereuses, pour les bateaux de faible tonnage. Au contraire, lorsque le vent et le courant sont de même sens, la mer s'aplanit et devient maniable, du moins si le coefficient de marée n'est pas trop fort. De plus, les inégalités du fond rocheux créent des remous et des « marmites » susceptibles d'aggraver l'état de la mer même par bonnes conditions, de sorte que franchir le raz Blanchard s'avère délicat dans « bien plus de la moitié du temps » selon une expression locale.  
Ainsi un vent de secteur nord-est (vent d'amont) opposé au courant de flot, et même nord-ouest travers au courant, lève une mer difficile dès la force 4 Beaufort, tandis qu'un vent de sud-ouest de force 7 Beaufort ne lève habituellement que peu de vagues déferlantes pendant la même phase de flot (mais une mer dure dès 5 Beaufort au jusant). Par vent de terre plein est jusqu'à force 7 Beaufort, il n'y a pas de mer à raser la côte française et le passage contre le jusant est possible en mortes-eaux pour un voilier de course de 35 pieds (environ 11 m), mais redevient scabreux dès 1 mille (2 km) au large. 
Par mauvaises conditions, l'écume abondante est chassée par le vent et rend la visibilité très médiocre, inférieure à quelques encablures. Il se dit que le nom « Blanchard » viendrait de ce que la mer est parfois toute blanche à cause de cette écume et des vagues déferlantes.
Par calme plat, la mer peut tout de même déferler si la houle et le courant sont opposés, notamment sur les hauts fonds tels le banc de la Schôle ou aux abords de la baie Longis sur la côte sud-est d'Aurigny. On entend très bien le grondement du déferlement par temps brumeux, qui conduit mieux le son, à plus de 2 ou 3 milles (4 à 6 km).

## Hydrographie et navigation
La puissance du courant dans le raz tient à plusieurs facteurs. D'une part il s'agit d'un passage resserré entre la Manche au nord et le golfe de Saint-Malo au sud, sur des petits fonds de moins de 50 mètres : il n'y a que 8 milles nautiques (15 km) de la pointe Quénard à Aurigny au cap de la Hague ; d'autre part les différences d'heure et de hauteur des pleines mers entre des endroits assez proches créent une pente de l'eau qui est responsable de la vitesse d'écoulement. Ainsi la pleine mer est plus haute et plus tôt à Carteret qu'au cap de la Hague (en moyenne 2 mètres et 40 min de décalage sur une distance de 22 milles nautiques, soit 41 km) et qu'à Cherbourg (pleine mer une demi-heure plus tard qu'à la Hague et plus basse de 2 m, sur 14 milles, soit 26 km). La force du courant, variant beaucoup avec le coefficient de marée, implique d'en tenir le plus grand compte pour la navigation même par beau temps. 
Dans la plupart des cas, à bord d'un voilier, il faut prendre le raz « à l'heure » si on ne veut pas se mettre en retard, voire en danger. Par exemple, un horaire classique consiste à quitter Cherbourg une heure avant la pleine mer et se tenir à la côte pour profiter du contre-courant afin se présenter à 1 ou 2 milles (2 à 4 km) au nord du phare de la Hague autour de la renverse, et de là continuer sur la même route vers la côte nord d'Aurigny ou piquer sud-ouest pour aller à Guernesey. 
Ces éléments font du raz un passage à la fois redoutable et fascinant, qui nécessite un bateau et un équipage préparés en conséquence. Les cartes marines anglaises signalent des dangerous overfalls  (« passages dangereux »), et les instructions nautiques françaises parlent « lorsque le courant porte au vent, d'une mer très creuse et déferlante qu'il n'est jamais sans danger de vouloir traverser » indiquant par là que la simple intention d'y aller est en elle-même une transgression. 
Selon Élisée Reclus, le raz Blanchard est « le premier de ces terribles défilés marins, où le flot de marée et le jusant, resserrés entre des chaînes d'écueils et de bas-fonds, coulent comme des fleuves avec une effrayante rapidité ».
Le « raz » est en fait l'aîné d'une famille nombreuse anglo-normande. Citons en priorité le Swinge (passage au Singe) étroit, mal pavé et tumultueux, entre Aurigny et Burhou au nord-ouest, puis le Petit Russel (Little Roussel) entre Guernesey et Herm, ainsi que le Gouliot entre Sercq et Brecqhou. À la pointe nord-est du Cotentin, le raz de Barfleur possède aussi une longue liste de naufrages. Plus britannique mais considéré comme encore plus destructeur est le raz de Portland Bill sévissant à la pointe sud de l'île de Portland, qui ferme à l'ouest la baie de Weymouth sur la côte sud anglaise. 
La « haize du Raz » désigne le passage intérieur entre le rocher du Gros du Raz portant le phare de la Hague et les écueils qui débordent la côte. Le courant y est réduit de moitié, et décalé en horaire par rapport à celui du raz, la mer moins dure par vent d'amont ou de nord-ouest. Cependant sa faible largeur (90 mètres au plus étroit de la passe), son peu de profondeur (3 à 7 m avec les hauts fonds), et surtout le caractère traversier du courant aux approches nord et sud, le réservent aux locaux par temps convenable.

## Énergie et environnement
Le site présentant un courant exceptionnel, il fait l'objet de différents projets d'implantation d'hydroliennes,. 
Dans le cadre du développement des énergies renouvelables, la liaison sous-marine FAB Link à haute tension est en projet entre Menuel et l'Angleterre. L'atterrage se ferait à Siouville-Hague,,. Le projet est cependant suspendu en raison du retrait du Royaume-Uni de l'Union européenne.
L'usine de la Hague et le centre de stockage de la Manche rejettent dans le raz, à 5 kilomètres de la côte, de l'eau faiblement radioactive.